# 英語アルファベット
現代の英語で用いられる英語アルファベット（えいごアルファベット、英: English alphabet）は、ラテンアルファベットの一種で、以下に示す26種類の文字を含む（それぞれに大文字・小文字がある）。この26文字はISO基本ラテンアルファベットに指定されている。
| 01                                                          | 02 | 03 | 04 | 05 | 06 | 07 | 08 | 09 | 10 | 11 | 12 | 13 | 14 | 15 | 16 | 17 | 18 | 19 | 20 | 21 | 22 | 23 | 24 | 25 | 26 |
| 大文字（majuscule form, uppercase, capital letterとも言う） |    |    |    |    |    |    |    |    |    |    |    |    |    |    |    |    |    |    |    |    |    |    |    |    |    |
| A                                                           | B  | C  | D  | E  | F  | G  | H  | I  | J  | K  | L  | M  | N  | O  | P  | Q  | R  | S  | T  | U  | V  | W  | X  | Y  | Z  |
| 小文字（minuscule form, lowercase, small letterとも言う）   |    |    |    |    |    |    |    |    |    |    |    |    |    |    |    |    |    |    |    |    |    |    |    |    |    |
| a                                                           | b  | c  | d  | e  | f  | g  | h  | i  | j  | k  | l  | m  | n  | o  | p  | q  | r  | s  | t  | u  | v  | w  | x  | y  | z  |

印刷された文字の形は、書体によって異なる。手書きの文字（特に筆記体）の形は、標準的な印刷された文字（活字体）とは大きく異なり、また、個人によって異なる。
文字の形とその起源については、上記の各文字のリンク先を参照。
英語にはch, sh, th, ph, whなどの二重音字が存在する。他に慣例的にæとœの2つの合字が用いられ、また、アンパサンド (&) がアルファベットの一部とみなされることもある。

## 歴史

### 古英語
英語が最初に書かれたのは、5世紀に用いられたアングロサクソンルーン文字（フサルク）によってであった。この文字は、英語自体の原型とともに、アングロ・サクソン人によって現在のイギリスに持ち込まれた。古英語が書かれた現存する例は極めて少なく、それらの大部分は短い銘または断片である。
7世紀ごろから、アングロサクソンルーン文字はキリスト教の宣教師によってもたらされたラテン文字に置き換えられ始め、しばらくの間は両方の文字が併用されていた。英語アルファベットには、ルーン文字の文字「ソーン」（Þ þ）と「ウィン」（Ƿ ƿ）が取り入れられた。「エズ」（Ð ð）はDを修正して後に考案された。アイルランド語・古英語のインシュラー体のG(insular G)やカロリング小文字体のg(Carolingian g)から、ノルマン人の写本筆写者によって最終的に「ヨッホ」（Ȝ ȝ）が作られた。
aとeの合字である「アッシュ」（Æ æ）は、ルーン文字ᚫの名前(æsc)に由来する。また、vとvまたはuとuの合字としてダブリュー(W w)が用いられた。
1011年、バートファース(Byrhtferð)というイギリスの修道士が、以下に示す古英語のアルファベットの伝統的な順序を記録している。彼は24のラテンアルファベット（アンパサンドを含む）を最初に、続けてインシュラー体の記号でandを意味するティロ式速記文字のond（⁊）から始まる英語で追加された5つのアルファベットを並べた。
A B C D E F G H I K L M N O P Q R S T V X Y Z & ⁊ Ƿ Þ Ð Æ

### 近代英語
近代英語の正書法では、ソーン (þ)、エズ (ð)、ウィン (ƿ)、ヨッホ (ȝ)、アッシュ (æ)と、oとeの合字エテル (œ)は廃止された。ラテン語からの借用語により、中英語や初期近代英語でアッシュとエテルが再導入された。ソーンとエズは二重音字"th"に置き換えられた。ソーンはしばらくの間存在していたが、手書きのソーンの小文字(þ)が徐々に小文字のyと視覚的に区別がつかなくなって行った。thをyと書く例は今でも"Ye Olde Booke Shoppe"のような擬古体で見ることができる。þ と ð は今でもアイスランド語で、ð はフェロー語で使われている。ウィンは14世紀ごろにuuに置き換えられる形で英語では使われなくなり、uuは現代の英語ではwとなった。ヨッホは15世紀ごろにghに置き換えられた。uはvから、jはiから分かれる形で16世紀に導入された。wが独立の文字とみなされるようになり、英語アルファベットは全部で以下の26文字となった。
A B C D E F G H I J K L M N O P Q R S T U V W X Y Z
初期近代英語では長いs (ſ) が用いられていたが、19世紀初頭には使われなくなった。

### 現在の合字の利用
借用語で合字を伝統的に使う特定の主題に関する専門の論文以外では、現代の英語では合字はあまり使われない。
æとœは19世紀（アメリカ英語ではもう少し遅く）まで、ギリシャ語やラテン語由来のいくつかの単語（encyclopædia（事典）、cœlom（体腔）など）を書き表すのに使われていた。ただし、そのような合字は古典ラテン語でも古代ギリシア語でも使われていなかった。これらの合字は、現在では"ae"や"oe"と書いたり、アメリカ英語では"e"と書かれたりする。
英語を活字に組むためのいくつかのフォントは、⟨tt⟩、⟨fi⟩、⟨fl⟩、⟨ffi⟩、⟨ffl⟩などの一般的に用いられる合字を含む。これらの合字は独立の文字ではなく、異表記である。

## ダイアクリティカルマーク
英語におけるダイアクリティカルマークは主として naïve や façade のような借用語に用いられる。そのような語が英語に取り入れられるにつれ、ダイアクリティカルマークが外される傾向にあり、それは特に古い借入語（フランス語から借用したhôtelなど）において顕著である。プロのコピーライターや植字工はダイアクリティカルマークを使用するが、キーボードにダイアクリティカルマークつきの文字が存在しないため、非公式の文章では省略される傾向がある。外来語であると認識されている言葉ではダイアクリティカルマークが維持される傾向がある。例えば、soupçon（少量、気配の意。フランス語からの借用）という単語は英語の辞書（オックスフォード英語辞典など）ではダイアクリティカルマークがついた形でしか掲載されていない。また、他の単語と混同する恐れがある場合にもダイアクリティカルマークが維持される傾向がある。例えば、résumé（レジュメ）はダイアクリティカルマークをつけないとresume（再開する）と同じ綴りになってしまう。
ダイアクリティカルマークは単語の音節を示すのに用いられることもある。例えば動詞curseの過去形のcursedは1音節であるが、形容詞のcursèdは2音節である。Èは詩、例えばシェイクスピアのソネットでは広く使われている。同様に、chicken coopの-oo-は1つの母音（二重音字）であるが、今では使われない綴りであるzoölogistやcoöperationのoöは2音節である。トレマ (¨) が用いられることは稀であるが、2000年代でも『MITテクノロジー・レビュー』などいくつかの出版物では使用されている。
アキュート・アクセント(´)、グレイヴ・アクセント(`)、トレマ(¨)は、語末の"e"につけて、そのeは発音するということを明示するためにも使われる。例えば日本酒の意のsakéは、「セイク」ではなく「サケ」と読ませるためにsakéと書かれる。

## アンパサンド
&が英語アルファベットの最後に置かれることが時々ある。例えば1011年のバートファースによる文字の一覧がそうである。歴史的には、この文字はEtの合字である。英語では、この文字は英語のandという単語を意味する。時にはラテン語のetという単語を意味し、&cはet cetera（エトセトラ、その他）の意味である。

## アポストロフィー
アポストロフィーは英語アルファベットの一部とはみなされていないが、英語の単語を短縮するのに用いられる。いくつかの単語のペア、例えばits（itの所有格）とit's（it isやit hasの短縮形）、were（wasの複数形）とwe're（we areの短縮形）、shed（「流す」「こぼす」などの意の動詞）とshe'd（she wouldやshe hadの短縮形）は、アポストロフィーの有無でのみ書き分けられる例として有名である。
アポストロフィーは、単語の後に-'s（sで終わる単語の場合は-s'）をつけることで所有限定詞を表すのにも用いられる。この用法は18世紀から始められたもので、それ以前はアポストロフィーを使わずにそのままsをつけており、複数形と紛わらしかった。

## 文字の名前
文字の名前は、以下のような場合に綴り字として書かれるが、それ以外では書かれることはあまりない。
- 複合語（例: tee-shirt（Tシャツ）、deejay（DJ、ディスクジョッキー）、emcee（MC、司会者）、okay（OK）、aitchless（"h"の発音を欠いた））
- 文字を動詞として使用した場合の派生形（例: X→exed、F→effing、to eff）
- 文字に由来する名前（例: em（印刷用語で"M"の文字の幅）、wye（Y字路の意））

以下に、オックスフォード英語辞典に記載された文字の名前を挙げる。母音の文字の名前は文字そのものであり、子音の文字の名前は、ほとんどが「子音+ee」か「e+子音」である（bee、efなど）。例外はaitch(H), jay(J), kay(K), cue(Q), ar(R), ess(S), wye(Y), zed(Z)である。子音の文字の複数形は-sをつけるが、aitch, ess, exは-esをつける(aitches, esses, exes)。母音の文字の複数形は-esをつける(aes, ees, ies, oes, ues)。もちろん、名前でなく文字（一般には大文字）で書く場合には、そのまま-sをつける（As, Csなど）。
| 文字 | 名前      | 発音         |
| ---- | --------- | ------------ |
| A    | a         | /ˈeɪ/, /æ/   |
| B    | bee       | /ˈbiː/       |
| C    | cee       | /ˈsiː/       |
| D    | dee       | /ˈdiː/       |
| E    | e         | /ˈiː/        |
| F    | ef        | /ˈɛf/        |
| G    | gee       | /ˈdʒiː/      |
| G    | jee       | /ˈdʒiː/      |
| H    | aitch     | /ˈeɪtʃ/      |
| H    | haitch    | /ˈheɪtʃ/     |
| I    | i         | /ˈaɪ/        |
| J    | jay       | /ˈdʒeɪ/      |
| J    | jy        | /ˈdʒaɪ/      |
| K    | kay       | /ˈkeɪ/       |
| L    | el or ell | /ˈɛl/        |
| M    | em        | /ˈɛm/        |
| N    | en        | /ˈɛn/        |
| O    | o         | /ˈoʊ/        |
| P    | pee       | /ˈpiː/       |
| Q    | cue       | /ˈkjuː/      |
| R    | ar        | /ˈɑr/        |
| R    | or        | /ˈɔr/        |
| S    | ess (es-) | /ˈɛs/        |
| T    | tee       | /ˈtiː/       |
| U    | u         | /ˈjuː/       |
| V    | vee       | /ˈviː/       |
| W    | double-u  | /ˈdʌbəl.juː/ |
| X    | ex        | /ˈɛks/       |
| Y    | wy        | /ˈwaɪ/       |
| Y    | wye       | /ˈwaɪ/       |
| Y    | why       | /ˈwaɪ/       |
| Z    | zed       | /ˈzɛd/       |
| Z    | zee       | /ˈziː/       |
| Z    | izzard    | /ˈɪzərd/     |

pee(P)とbee(B)、em(M)とen(N)など、いくつかの文字は似た発音の名前になっており、特に電話や無線では聞き間違えやすい。航空管制や警察などでは、NATOフォネティックコードなどの通話表を使用している。これは、聞き間違いを防ぐために、各々の文字に他のものと全く異なるように聞こえる名前を与えるものである。

### 語源
文字の名前は、ほとんどがフランス語を経由したラテン語やエトルリア語の直接的な子孫である。
| 文字 | ラテン語                           | 古フランス語                        | 中英語        | 現代英語              |
| ---- | ---------------------------------- | ----------------------------------- | ------------- | --------------------- |
| A    | ā /aː/                             | /aː/                                | /aː/          | /eɪ/                  |
| B    | bē /beː/                           | /beː/                               | /beː/         | /biː/                 |
| C    | cē /keː/                           | /tʃeː/ > /tseː/ > /seː/             | /seː/         | /siː/                 |
| D    | dē /deː/                           | /deː/                               | /deː/         | /diː/                 |
| E    | ē /eː/                             | /eː/                                | /eː/          | /iː/                  |
| F    | ef /ɛf/                            | /ɛf/                                | /ɛf/          | /ɛf/                  |
| G    | gē /ɡeː/                           | /dʒeː/                              | /dʒeː/        | /dʒiː/                |
| H    | hā /haː/ > /ˈaha/ > /ˈakːa/        | /ˈaːtʃə/                            | /aːtʃ/        | /eɪtʃ/                |
| I    | ī /iː/                             | /iː/                                | /iː/          | /aɪ/                  |
| J    | –                                  | –                                   | –             | /dʒeɪ/                |
| K    | kā /kaː/                           | /kaː/                               | /kaː/         | /keɪ/                 |
| L    | el /ɛl/                            | /ɛl/                                | /ɛl/          | /ɛl/                  |
| M    | em /ɛm/                            | /ɛm/                                | /ɛm/          | /ɛm/                  |
| N    | en /ɛn/                            | /ɛn/                                | /ɛn/          | /ɛn/                  |
| O    | ō /oː/                             | /oː/                                | /oː/          | /oʊ/                  |
| P    | pē /peː/                           | /peː/                               | /peː/         | /piː/                 |
| Q    | qū /kuː/                           | /kyː/                               | /kiw/         | /kjuː/                |
| R    | er /ɛr/                            | /ɛr/                                | /ɛr/ > /ar/   | /ɑr/                  |
| S    | es /ɛs/                            | /ɛs/                                | /ɛs/          | /ɛs/                  |
| T    | tē /teː/                           | /teː/                               | /teː/         | /tiː/                 |
| U    | ū /uː/                             | /yː/                                | /iw/          | /juː/                 |
| V    | –                                  | –                                   | –             | /viː/                 |
| W    | –                                  | –                                   | –             | /ˈdʌbəl.juː/          |
| X    | ex, ix /ɛks, ɪks/                  | /iks/                               | /ɛks/         | /ɛks/                 |
| Y    | hȳ /hyː, iː/ ī graeca /iː ˈɡraɪka/ | ui, gui ? i grec /iː ɡrɛːk/         | /wiː/ ?       | /waɪ/                 |
| Z    | zēta /ˈzeːta/                      | zede /ˈzɛːdə/ et zede /e(t) ˈzɛːdə/ | /zɛd/ /ˈɛzɛd/ | /zɛd/ /ˈɪzə(r)d/ /zi/ |

おおまかに年代順に並べた音韻規則の変化は以下の通りである。
- ラテン語の前母音の前の/k/が口蓋化して/tʃ/, /ts/となり、中フランス語で/s/となった。C に影響している。
- ラテン語の前母音の前の/ɡ/が口蓋化して、俗ラテン語・中フランス語で/dʒ/となった。G に影響している。
- ラテン語の/uː/が前母音化して、中フランス語で/yː/となり、中英語で/iw/に、現代英語で/juː/になった。Q, U に影響している。
- 中英語の/ɛr/が/ar/になった。R に影響している。
- 大母音推移。中英語の全ての長母音が変化した。A, B, C, D, E, G, H, I, K, O, P, T, Y に影響している。

奇抜な形のaitchは中世ラテン語のaccaからの音韻規則変化によるものである。新しい文字である J は、geeとの混同を避けるため、近くにあるkayに似たjayと発音された。Jの別名であるjyはフランス語から取られた。新しい文字である V は、他の子音字の多くに倣ってveeとなった。新しい文字である W は、Vを2つつなげたものであるが、ラテン語のVはūと発音するので、double-uとなった。wye(Y)の由来ははっきりしないが、直接の由来は古フランス語のwiである。スコットランド英語のZの名前izzardは、アルファベットを暗唱するときの最後の"and Z"に相当するi zedまたはi zetoに由来するものである。

## 音韻
A, E, I, O, U は母音字であり、発音しない場合を除いて母音を表す。それ以外の文字は子音字であり、発音しない場合を除いて一般的に子音を表す。ただし、 Y は子音よりも母音を表すことの方が多い（"myth"など）。まれに、W も母音を表す（"cwm"）。逆に、U と I は子音を表すことがある（例: "quiz",  "onion"）。

## 文字の出現頻度
英語で最も使われる文字は E であり、最も使われない文字は Z である。
下の表はいくつかの英語の文章のサンプルによる文字の出現頻度である。ただし、頻度は文章の種類によって異なる。
| N  | 文字 | 出現頻度 |
| -- | ---- | -------- |
| 01 | A    | 8.17%    |
| 02 | B    | 1.49%    |
| 03 | C    | 2.78%    |
| 04 | D    | 4.25%    |
| 05 | E    | 12.70%   |
| 06 | F    | 2.23%    |
| 07 | G    | 2.02%    |
| 08 | H    | 6.09%    |
| 09 | I    | 6.97%    |
| 10 | J    | 0.15%    |
| 11 | K    | 0.77%    |
| 12 | L    | 4.03%    |
| 13 | M    | 2.41%    |
| 14 | N    | 6.75%    |
| 15 | O    | 7.51%    |
| 16 | P    | 1.93%    |
| 17 | Q    | 0.10%    |
| 18 | R    | 5.99%    |
| 19 | S    | 6.33%    |
| 20 | T    | 9.06%    |
| 21 | U    | 2.76%    |
| 22 | V    | 0.98%    |
| 23 | W    | 2.36%    |
| 24 | X    | 0.15%    |
| 25 | Y    | 1.97%    |
| 26 | Z    | 0.07%    |